# Davison's
Davison's in Atlanta was een warenhuisketen en een winkelinstituut in de stad. Het was de belangrijkste concurrent van Rich's en kreeg in 1986 de naam Macy's.

## Geschiedenis

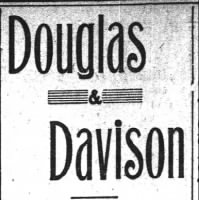
Douglas & Davison-logo

Davison's opende voor het eerst haar deuren in Atlanta in 1891 en vond haar oorsprong in het bedrijf Davison & Douglas. In 1901 veranderde de winkel haar naam in Davison-Paxon-Stokes nadat E. Lee Douglas met pensioen was gegaan en Frederic John Paxon was benoemd tot penningmeester. Begin 1927 liet het bedrijf de naam "Stokes" vallen en werd het Davison Paxon Co.
Terwijl rivaal M. Rich Brothers Dry Goods Company een familiebedrijf bleef, werd Davison-Paxon-Stokes in 1925 verkocht aan R.H. Macy & Co. In 1927 bouwde R.H. Macy de enorme winkel op Peachtree Street 200, die er vandaag de dag nog steeds staat.
De Davison's-winkel in het stadscentrum was een klassiek voorbeeld van een winkelervaring in het stadscentrum . De hoofdingang aan Peachtree Street beschikt over een statige cosmetica- en sieradenafdeling met een marmeren vloer, die is gebaseerd op de vlaggenschipwinkel van Macy's op Herald Square in New York. Er is een mezzanine met uitzicht op de verdieping, met roltrappen die naar die verdieping leiden. Aan de achterzijde bevindt zich een rij liften die de verdiepingen van de kelder tot en met de zesde verdieping bedienen. De mezzanine en de derde verdieping waren verbonden met de parkeergarage aan de overkant van Carnegie Way. Toen in 1976 het naastgelegen Westin Peachtree Plaza Hotel werd geopend, werden de twee gebouwen via een ingang met elkaar verbonden. Vanwege het hoogteverschil in de verdiepingen moest men echter wel een aantal treden beklimmen vanaf Davison's naar het hotel.
Davison's was zestig jaar lang eigendom van Macy's onder zijn eigen naam. Het bedrijf deed geen enkele moeite om haar banden met Macy's te verbergen. In advertenties stond duidelijk vermeld: "Davison's - een divisie van RH Macy & Co." en creditcards van Davison's waren te gebruiken bij Macy's en Bamberger's (en vice versa).

## Groei
In de loop der tijd werd de naam Davison-Paxon Company afgekort tot Davison's. Niet lang daarna begon het bedrijf met een agressief uitbreidingsplan in Georgia en South Carolina. Er werden vestigingen geopend in de binnensteden van Athens, Augusta, Macon en Columbus, en er werd een winkel geopend in het centrum van Columbia, South Carolina. Gedurende deze periode bleef Rich's uitsluitend in Atlanta gevestigd. In Augusta concurreerde Davison's met de keten J.B. White en in Columbus was Kirven's de grootste rivaal. In 1959 opende Davison's zijn eerste vestiging in de buitenwijken van het winkelcentrum Lenox Square, samen met Rich's.
Gedurende de jaren 1960 begon Rich's zich razendsnel uit te breiden in de voorsteden, terwijl Davison's zich voornamelijk in het stadscentrum vestigde. Davison's opende echter wel een winkelcentrum in de inmiddels gesloopte Columbia Mall (later bekend als Avondale Mall ) vlak bij Avondale Estates. Davison's breidde zich in de jaren 1970 en 1980 opnieuw uit met vestigingen in Cumberland, Southlake, Gwinnett Place, Shannon, Northlake en Perimeter Malls. Ook in alle andere genoemde steden werden de winkels in het stadscentrum vervangen door nieuwe locaties, behalve in Columbus, waar de concurrentie van regionale ketens heviger was. De winkel in Columbia bleef de enige winkel in het stadscentrum (met uitzondering van de hoofdvestiging aan Peachtree Street) van Macy's Atlanta, totdat deze in 1992 gedwongen werd te sluiten als onderdeel van de reorganisatie na de aanvraag voor uitstel tot betaling. Tegenwoordig is het de locatie van het Columbia Museum of Art. De nieuwe Davison's-winkels waren meestal van witte baksteen met kleine glazen atriums bij de ingang.
Davison's sponsorde ook de Egleston Children's Christmas Parade, waarvan de route nog steeds langs de voormalige winkel in het stadscentrum loopt.

## Fusies
Halverwege de jaren 1980 begon Macy's met het consolideren van haar regionale afdelingen om de bedrijfsstructuur te stroomlijnen. In januari 1985 werden Davison's en Macy's Midwest samengevoegd tot één divisie: Macy's Atlanta.
Macy's begon langzaam de naam Davison's weg te laten. In 1984 werd het logo veranderd naar hetzelfde dunne lettertype als zijn bekendere tegenhanger, het ITC Avant Garde-lettertype.

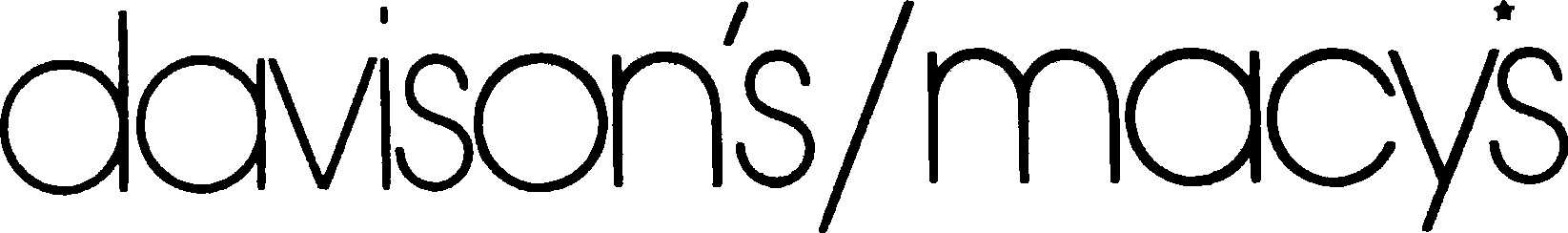
Davison's/Macy's Banner uit 1985.

Begin 1986 werden alle Davison's-filialen officieel omgedoopt tot Macy's. Eind 1986 werd de eerste winkel in de omgeving van Atlanta onder de naam Macy's geopend in Town Center at Cobb in Kennesaw.

## Sluiting
In het voorjaar van 2003 werden de meeste voormalige Davison's-filialen gesloten toen Rich's en Macy's werden samengevoegd onder de naam "Rich's-Macy's". Datzelfde jaar werd ook de historische Davison's/Macy's-winkel in het stadscentrum aan Peachtree Street gesloten. Hiermee kwam er een einde aan het tijdperk van winkelen in warenhuizen in het centrum van Atlanta. Alle oude Davison's-winkels in Atlanta kwamen leeg te staan, op drie locaties na. De filialen in de Perimeter Mall- en Lenox Square-locaties werden gesloten, gerenoveerd en enkele maanden later, eind 2003, heropend als Bloomingdale's. De Perimeter Mall-locatie sloot in maart 2012 en werd Von Maur. De vestiging in Northlake kreeg de nieuwe naam Rich's-Macy's, maar twee jaar later werd de naam gewijzigd in Macy's. Eén verdieping van de vestiging in het Town Center, die oorspronkelijk als Macy's geopend was, werd een vestiging van Rich's-Macy's Furniture Gallery. Tegenwoordig is het een Macy's Furniture Gallery-locatie en een Macy's Furniture Clearance Center op de bovenste verdieping. Op de benedenverdieping is er nu een Macy's Men's Store. En Macy's Furniture Gallery op de middelste verdieping.

## Foto's van voormalige Davison's-winkels

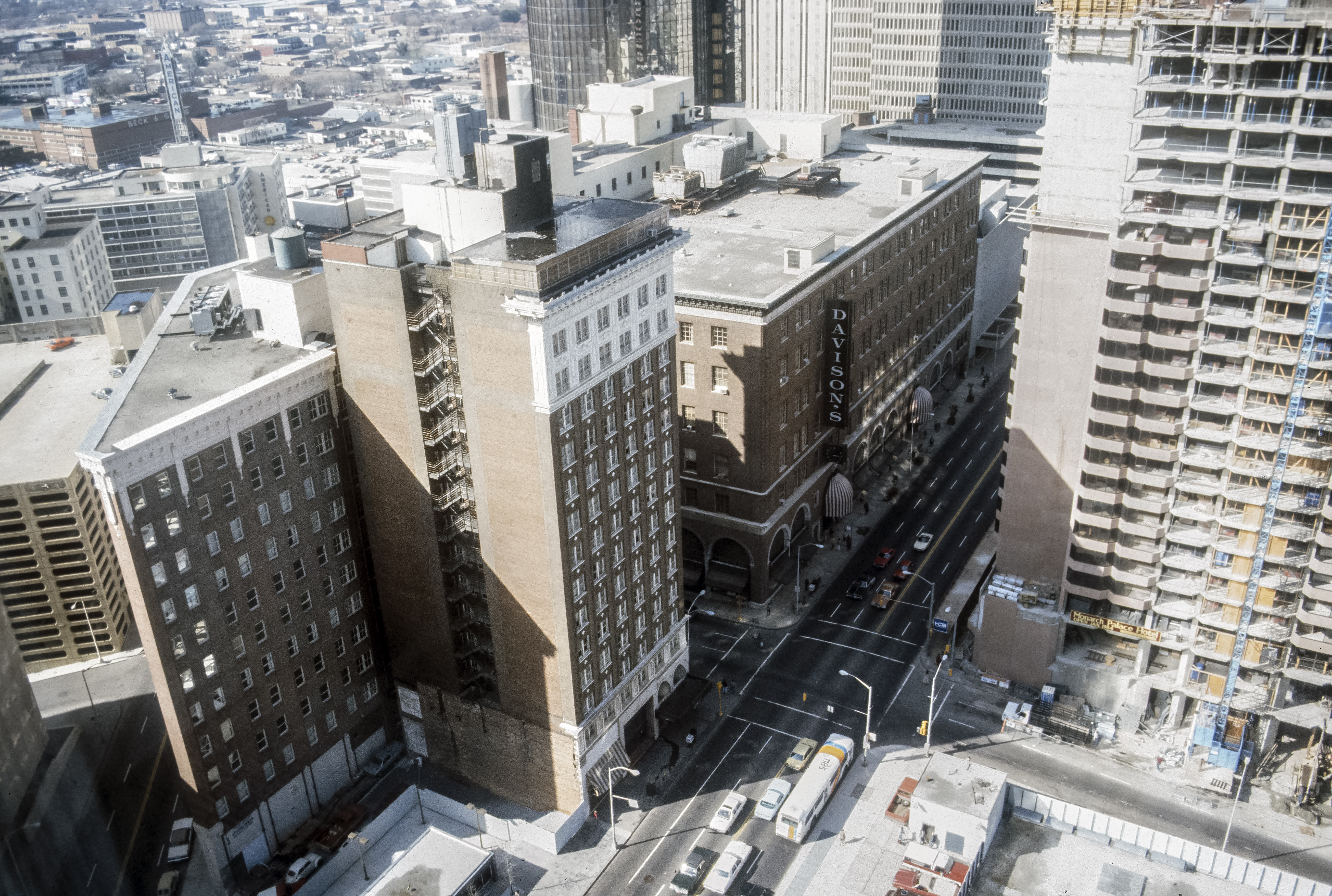
Vlaggenschipwinkel van Davison's in Atlanta (1984)
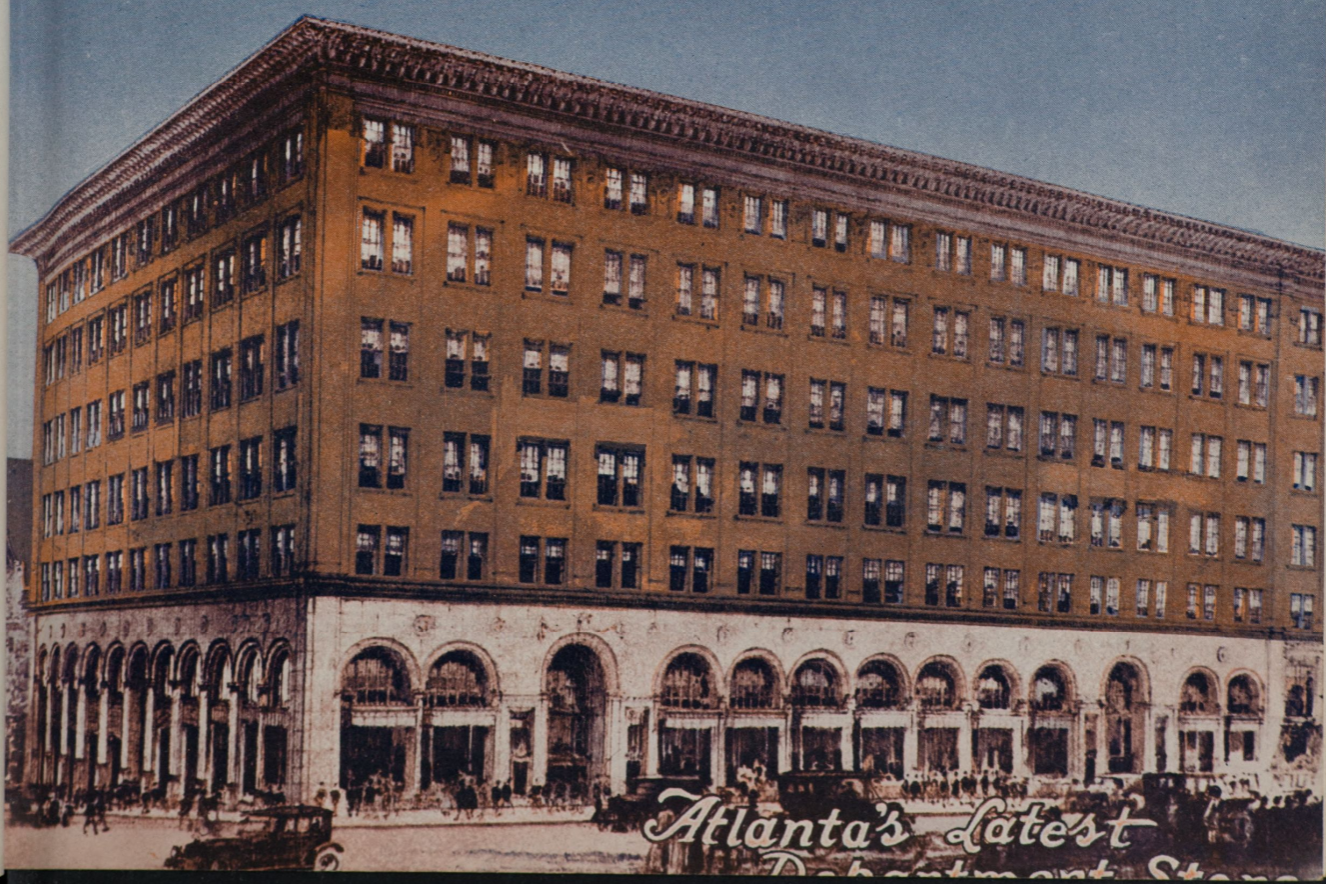
Davison's in Paxon-Stokes (1926)
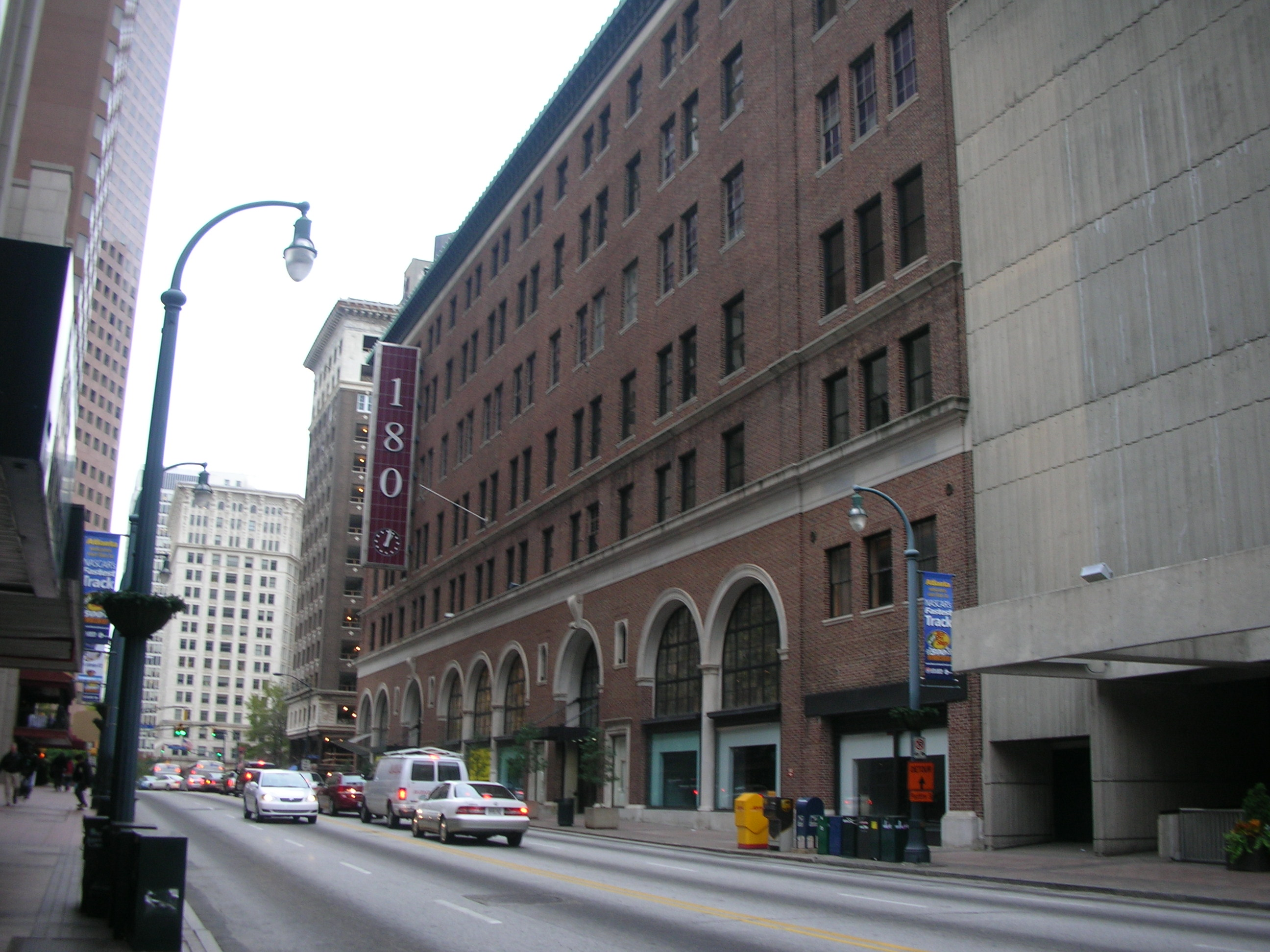
Davison's gebouw, 2006
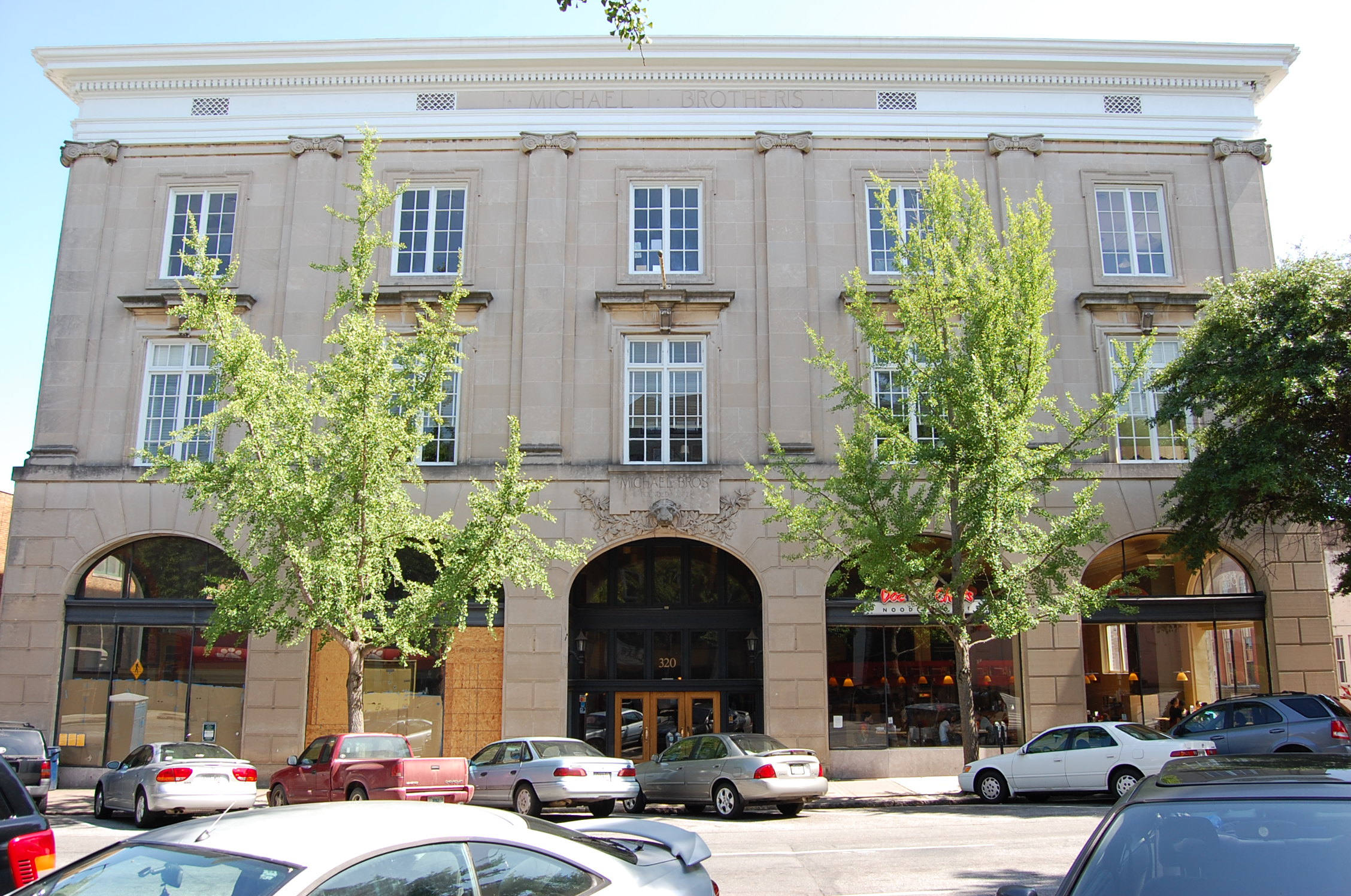
Davison's in het centrum van Athens
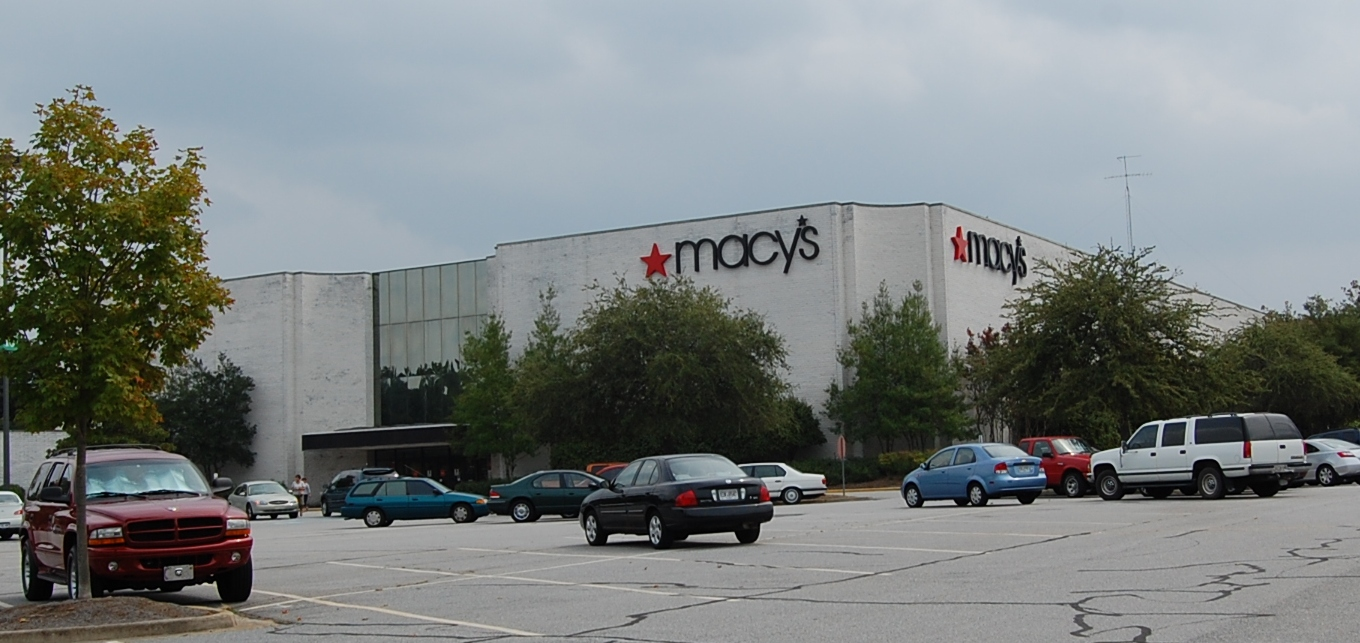
Georgia Square Mall Davison's Deze locatie is in 2017 gesloten